# Stazione di Ben Gurion Aeroporto
La stazione di Ben Gurion Aeroporto (in ebraico נמל התעופה בן גוריון‎?) è la stazione ferroviaria a servizio dell'aeroporto di Tel Aviv-Ben-Gurion, situata lungo la tratta comune della ferrovia Tel Aviv-Gerusalemme e della ferrovia Tel Aviv-Modi'in.